# Karl Gustaf Vinqvist
Karl Gustaf Vingqvist (Tived, 15 de outubro de 1883 — Lund, 19 de novembro de 1967) foi um ginasta sueco que competiu em provas de ginástica artística.
Vinqvist é o detentor de uma medalha olímpica, conquistada na edição britânica, os Jogos de Londres, em 1908. Nesta ocasião, competiu como ginasta na prova coletiva. Ao lado de outros 37 companheiros, conquistou a medalha de ouro, após superar as nações da Noruega e da Finlândia.